# جيوفاني غراتسيانو
جيوفاني غراتسيانو (بالإيطالية: Giovanni Graziano)‏ هو لاعب كرة قدم إيطالي في مركز الوسط، ولد في 7 مارس 1995 في فيرتشيلي في إيطاليا. لعب مع نادي تورينو.

## وصلات خارجية
- جيوفاني غراتسيانو على موقع قاعدة بيانات كرة القدم.إي يو (الإنجليزية)
- جيوفاني غراتسيانو على موقع Soccerway.com (الإنجليزية)
- جيوفاني غراتسيانو على موقع AS.com (الإسبانية)